# Công viên Dolina Marzeń ở Toruń

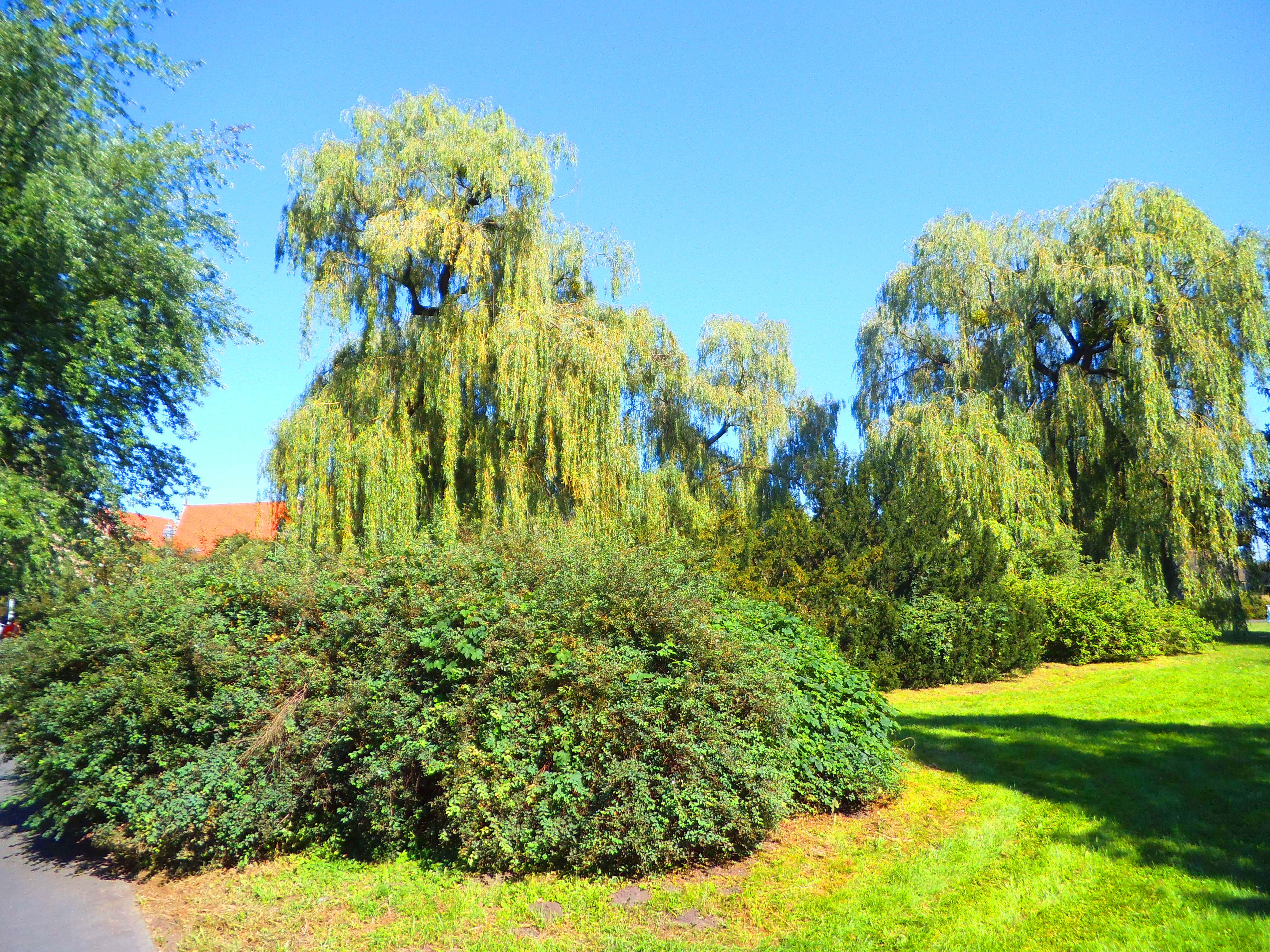
Dolina Marzeń ở Toruń (2016)

Công viên Dolina Marzeń ở Toruń, hay Công viên Thung lũng Mộng mơ  (tiếng Ba Lan: Dolina Marzeń w Toruniu) là một trong những công viên tuyệt đẹp nằm ở trung tâm Toruń, Ba Lan, với diện tích  khoảng 17 ha.
Công viên nằm ở trung tâm Toruń, ven Thị trấn thời Trung Cổ Toruń. Công viên tiếp giáp với Phố Chopina (phía Bắc), Đại lộ Jana Pawła II (phía Đông), Đại lộ Philadelphia (phía Nam), và Đại lộ Kỷ niệm 500 năm Toruń (phía Tây).
Phần trung tâm của Công viên có một tác phẩm nghệ thuật: Tượng đài Đồng hồ Mặt trời ở Toruń (1973). Tượng đài là một đồng hồ mặt trời hình cầu khổng lồ (đường kính 3,5 m) được khánh thành nhân dịp kỷ niệm 500 năm ngày sinh của Nicolaus Copernicus. Ngoài ra, phần trung tâm của Công viên còn có một cái ao nhỏ đẹp như tranh vẽ do sông Struga Toruńska chảy qua. Công viên sở hữu một vườn hoa hồng (hơn 1500 bụi hoa hồng với đủ màu sắc: đỏ, vàng, trắng, hồng, kem) cùng nhiều loại cây lâu năm như: cây liễu, cây bạch dương, cây sồi, cây phong, cây dẻ, cây bồ đề và cây bách.
Cư dân nơi đây cũng như du khách có thể nghỉ ngơi, thư giãn, đọc sách, hẹn hò và chụp nhiều tấm ảnh với người thân để kỷ niệm.

## Ảnh

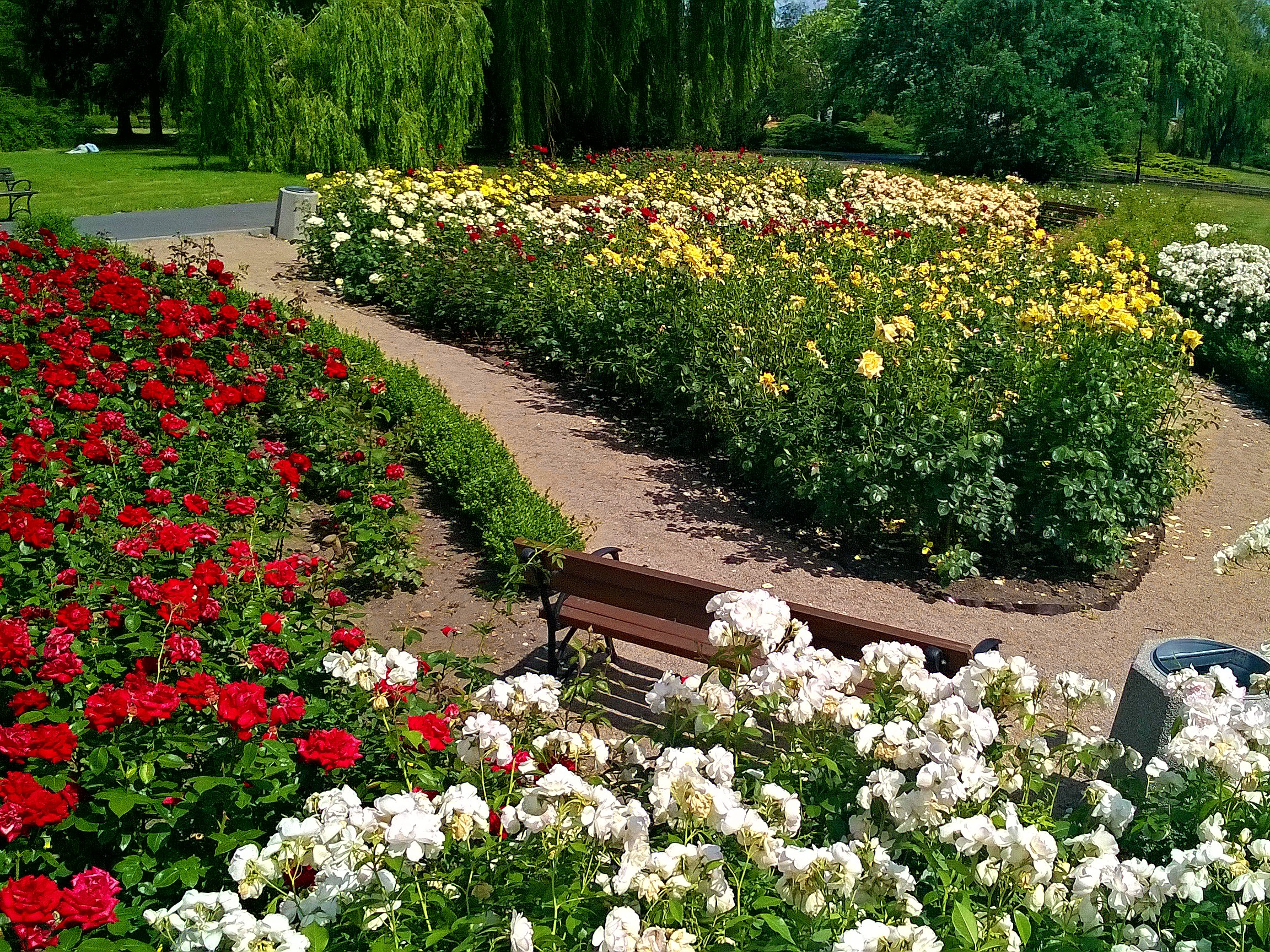
Vườn hoa hồng
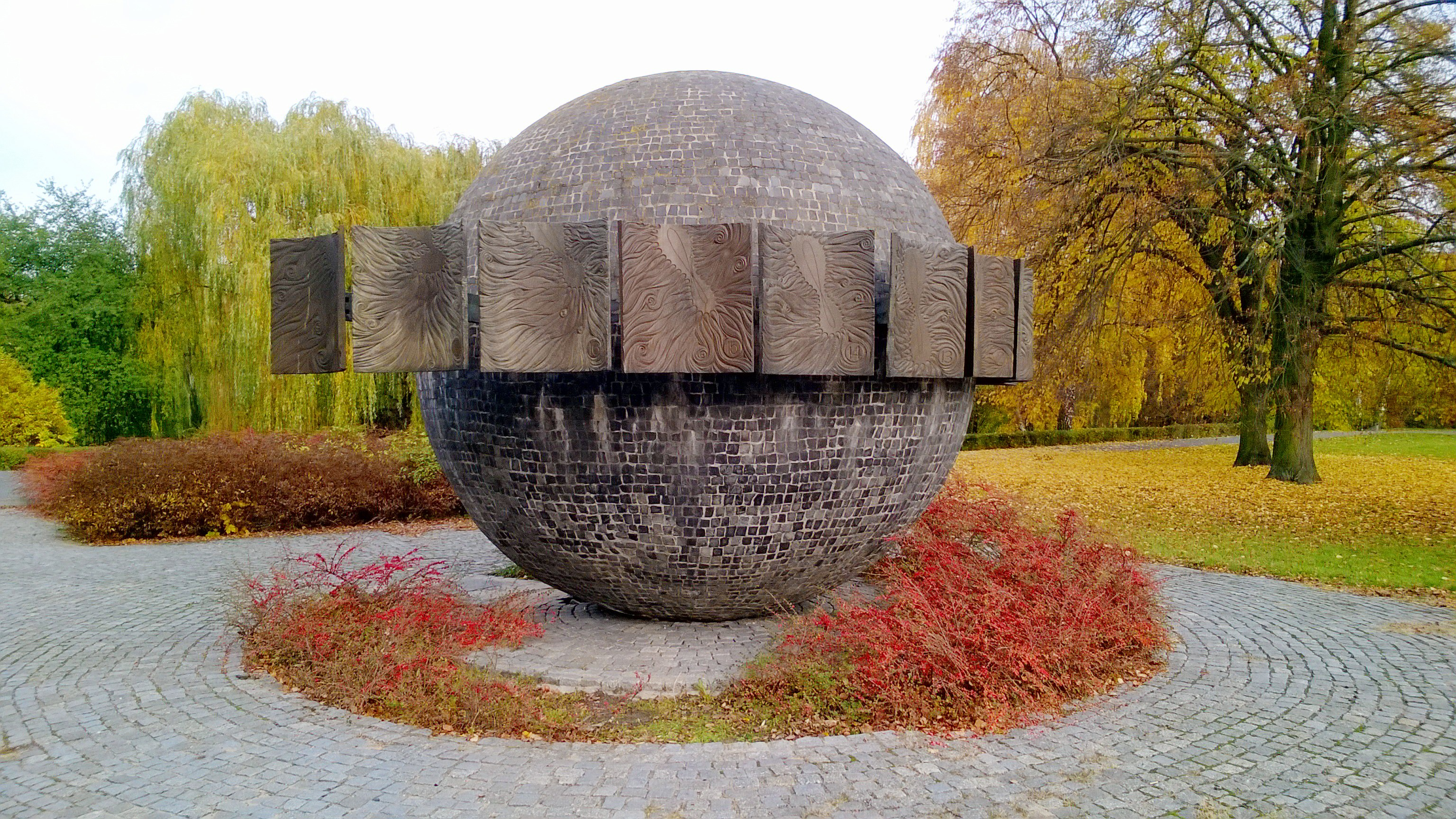
Tượng đài Đồng hồ Mặt trời
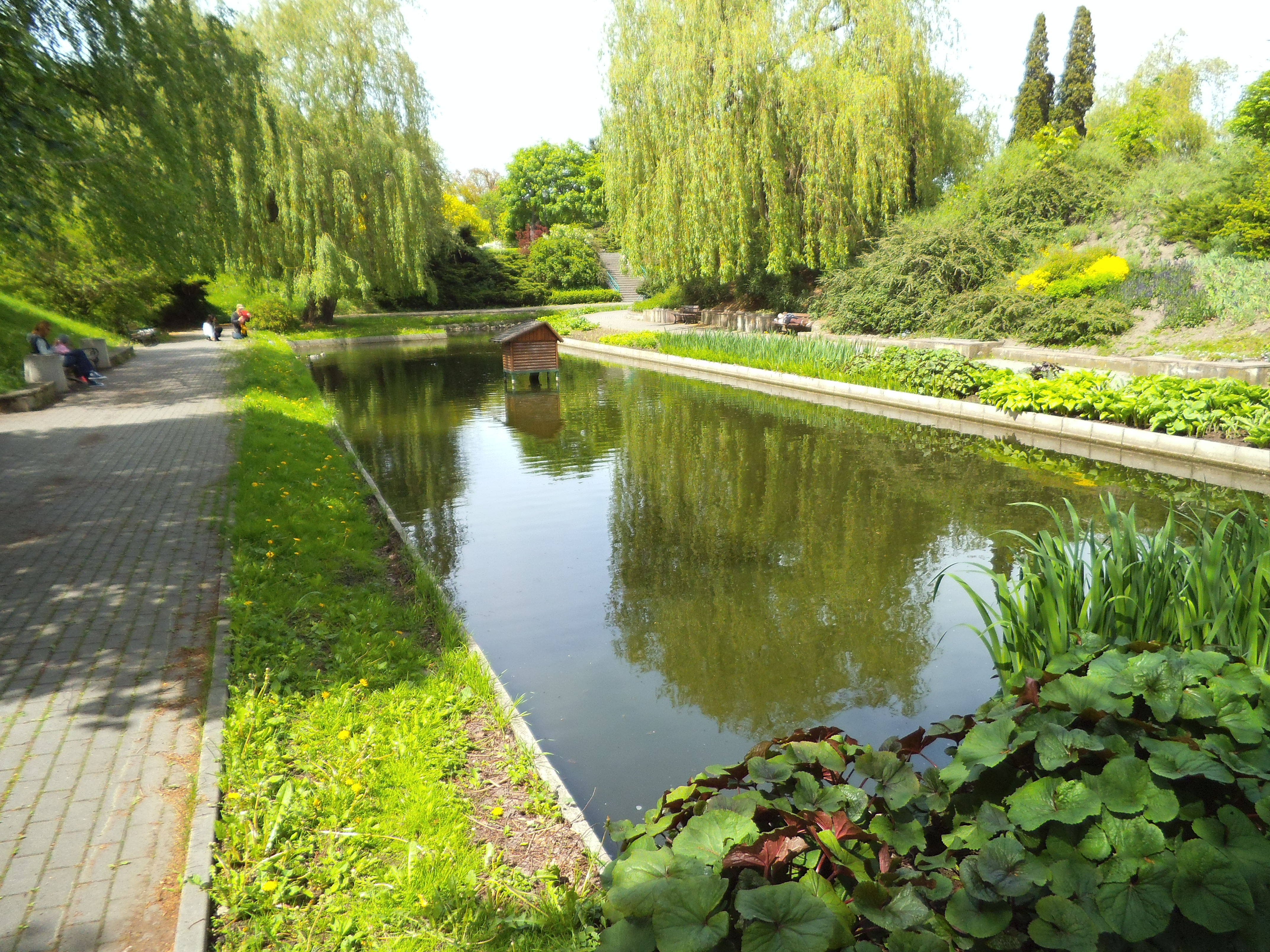
Ao nhỏ do sông Struga Toruńska chảy qua